# Stigmella plumosetaeella
Stigmella plumosetaeella là một loài bướm đêm thuộc họ Nepticulidae. Nó được tìm thấy ở Arizona và Tamaulipas in México.
Sải cánh dài 3.8-3.9 mm.